# Salvador Molet i Pujadas

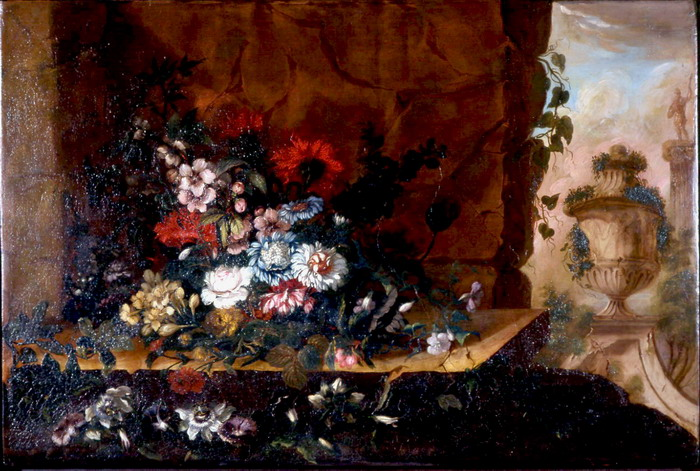
Flores en un paisatge, oli sobre taula, 57 x 86 cm, Barcelona, Reial Acadèmia Catalana de Belles Arts de Sant Jordi

Salvador Molet i Pujadas   (Barcelona, 1773 - Barcelona, 13 de novembre de 1836) va ser un pintor català especialitzat en la pintura de flors i natures mortes.

## Biografia
Format a l'Escola de la Llotja fundada per la Junta de Comerç de Barcelona, va destacar a la Classe de flors, en la qual va rebre els premis concedits de 1786 a 1789. El 1790 va ser pensionat per la Junta de Comerç per continuar els seus estudis amb Benito Espinós en l'Estudi de flors creat a València per ordre de Carles IV per servir de suport a la indústria de la seda. La Junta de Comerç es va encarregar d'adquirir-ne les obres en compensació pel pagament de la pensió, i algunes d'Espinós per a servir de model a la Classe de Flors de l'escola de la Llotja, de la qual en tornar a Barcelona el juny de 1794 i fins a la seva mort el 1836 es va fer càrrec el mateix pintor.

## Obra
Un nombre significatiu de les obres de Molet es conserven per tal motiu en la Reial Acadèmia Catalana de Belles Arts de Sant Jordi, algunes enviades durant els anys del seu aprenentatge a València i unes altres fruit de la seva dilatada docència. En elles es mostra estret seguidor d'Espinós i de la pintura valenciana de flors, posant l'accent en l'orientació artística sobre la purament industrial i amb un gust pels detalls arquitectònics de gerros monumentals i ruïnes que aproxima la seva pintura a l'incipient romanticisme.